# Ectropis crassa
Ectropis crassa är en fjärilsart som beskrevs av W. Warren 1899. Ectropis crassa ingår i släktet Ectropis och familjen mätare. Inga underarter finns listade i Catalogue of Life.